# Johann Stilger

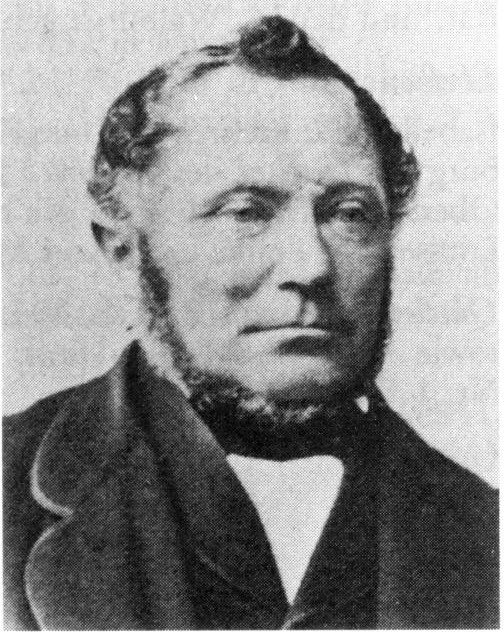
Johann Stilger

Johann Stilger (* 18. Januar 1817 in Niederbrechen; † 7. März 1876 in Wicker) war Landwirt und nassauischer Landtagsabgeordneter.

## Familie
Johann Stilger war Sohn des Land- und Gastwirts Johann Georg Stilger (* 16. Dezember 1766 in Niederbrechen; 5. Mai 1831 ebenda)  und dessen Frau Catharina geborene Fein (* 4. Juni 1774; † 1. Januar 1826 in Niederbrechen). 
Johann Stilger, der katholischer Konfession war, heiratete am 7. Mai 1854 in Eppstein Barbara geborene Allendorf (* 3. Juli 1825 in Wicker; † nach 1869), die Tochter des Land- und Gastwirts Johannes Allendorf aus Wicker.

## Leben
Johann Stilger lebte als Landwirt. Er war 1864 bis 1866 für den Wahlkreis XXI (Hochheim) Mitglied der Zweiten Kammer der Landstände des Herzogtums Nassau. Er gehörte der  Nassauischen Fortschrittspartei an.